# 다천섬 철수
다천 섬 철수(大陳島撤退, 대진도철퇴)는 1955년 2월에 중화민국이 미국 제7함대의 호위 아래 다천 군도(현재 중화인민공화국 타이저우 시 자오장 구)에서 1만8천여 명의 주민을 철수시킨 군사 작전이다.

## 역사
1949년, 중국 국민당과 중화민국 정부는 국공 내전에서 중국 공산당에 밀려 타이완(臺灣)으로 옮겼지만(국부천대), 국부군(國府軍)은 상하이 해안에서 하이난섬에 이르는 중국 동남부 연안의 크고 작은 섬들과 그 부근의 본토 해안에서 중공군에 대한 군사 작전을 계속하였다. 그러나, 1950년 5월 1일 하이난섬이 중공군에 의해 함락되고, 중공군이 잇따라 본토 부근의 섬들을 점령하면서 중화민국의 지배지역은 타이완 성과 인근 푸젠 성의 작은 섬들(진마지구), 그리고 저장성의 다천 군도 등으로 축소되었다.
1955년 1월 18일 중공군은 다천 섬 옆의 이장산 섬(一江山島)을 점령하는 데 성공했다. 이장산 섬은 다천 군도를 방어하는 데 중요한 섬이었다. 이장산 섬 함락으로 물자 공급이 곤란해지자, 중화민국 정부는 다천 군도를 포기하고 주민과 수비대를 타이완으로 옮기기로 결정했다.
1955년 2월 8일 중화민국 정부는 장징궈를 다천 군도로 보내 철수를 지휘하도록 하였다. 2월 11일 주민과 수비대의 철수가 완료되자 장징궈가 직접 다천 군도에 있던 청천백일만지홍기를 내리면서 중화민국 저장성(浙江省) 정부의 폐지를 선언했고, 중화인민공화국의 관할이 되었다.